# Philipp Hulden
Philipp Hulden, auch Philipp Freiherr von Hulden (Philipp Liber ab Hulden), (* 28. September 1646 in Jena; † unbekannt) war ein deutscher Arzt, Senator und Physikus der Stadt Neumark in Schlesien und Mitglied der Gelehrtenakademie „Leopoldina“.

## Leben
Philipp Hulden (Philipp Liber ab Hulden) war Arzt in Schweden und danach in Polen. Er war Leibarzt des Bischofs von Cujavien. Er war anschließend Hofrat und Leibarzt des Herzogs von Württemberg-Oels und schließlich Senator und ordentlicher Physikus der Stadt Neumark in Schlesien. 
Am 18. August 1700 wurde Philipp Freiherr von Hulden mit dem akademischen Beinamen Praxagoras als Mitglied (Matrikel-Nr. 244) in die Leopoldina aufgenommen. Er gehörte der Sektion Medizin an. 

### Fragliche Identität
Gerüchten zufolge soll sich ein Philipp Lobenstein in Neumarkt als Philipp von Hulden ausgegeben haben. Dieser Philipp Lobenstein, der kein Arzt war, wurde nach einiger Zeit vom Rat der Stadt Neumarkt der Hexerei bezichtigt. Zudem soll er mit dem Teufel im Bunde gestanden und grobe Unzucht betrieben haben. Er wurde seines Amtes enthoben, musste für ein Jahr ins Gefängnis und alle seine Schriften wurden verbrannt.

## Werke
- Tractatio De Mirandis Naturae Fontibus, 1697. Digitalisat
- Multifariæ utilitatis rangifer tam in genere quam in specie secundum partes ipsius... Cui accessit M. Uldarici Heinsii ... Dissertatio de alce.